# Voie de Jules César de Chartres à Blois
La voie de Jules César ou chemin de Chartres est une voie antique reliant Chartres à Blois sur environ 100 km en traversant les départements français d'Eure-et-Loir et du Loir-et-Cher.
Cette voie, peut-être gauloise mais certainement antique puis médiévale, reste marquée dans le paysage sous forme de limites parcellaires, de chemins ou de routes sur la presque totalité de son parcours ; son aspect d'origine apparaît au sud du bourg de Verdes. Les tronçons qui traversent la commune de Beauce la Romaine sont classés comme monument historique en 1978.

## Localisation

La voie de Jules César.

Se présentant comme une succession de longues lignes droites, son tracé est bien attesté sur la presque totalité de son parcours, soit une centaine de kilomètres du nord au sud.
Dans l'Eure-et-Loir, elle part de Chartres — elle a peut-être été identifiée lors de fouilles — et traverse Le Coudray, Morancez, Ver-lès-Chartres, Dammarie, Fresnay-le-Comte, Meslay-le-Vidame, Le Gault-Saint-Denis, Pré-Saint-Évroult, Bullainville, Dancy, Nottonville, Varize, Saint-Cloud-en-Dunois et Villampuy.
Dans le Loir-et-Cher, elle traverse Beauce la Romaine, la forêt de Marchenoir, Vievy-le-Rayé, Oucques La Nouvelle, Boisseau, Maves, Averdon, Marolles, Villebarou pour aboutir à Blois — elle y pénètre sans doute par la rue Porte chartraine.
L'incertitude demeure sur la manière dont la voie traversait les vallons de la Conie à Varize — un gué dans la rivière y est toutefois signalé, — et de l'Aigre à Verdes, la voie formant une digue au passage de la rivière elle-même. Son tracé est aussi plus incertain dans la partie occidentale de la forêt de Marchenoir.

## Toponymie et mentions historiques
Dans les siècles passés, les grands ouvrages et les grandes constructions antiques étaient presque systématiquement attribués aux Romains et au plus célèbre d'entre eux, Jules César. C'est ainsi qu'il est recensé en France une quarantaine de voies anciennes (gauloises, antiques ou réutilisées au Moyen Âge) qui portent le nom de « chemin », « route » ou « voie » de Jules César.
Au Gault-Saint-Denis, la voie passe près du lieu-dit « Chauffours », pouvant indiquer la présence, à l'époque antique ou médiévale, de fours (chaux, briques, minerai de fer). Le site est occupé depuis la Protohistoire
Le nom de l'ancienne commune de La Colombe, que traverse la voie, peut être une évolution du latin columna (colonne) signalant la présence d'une borne sur le bord de la voie.
À Vievy-le-Rayé, la voie passe par le lieu-dit « le Chemin Chausset » et à Boisseau « les Chaussés » et « le Grand Chaussé », toponymes fréquemment rencontrés sur l'itinéraire des voies anciennes, alors qu'à Averdon c'est l'orthographe « la Chaussay » qui prévaut.
La « voie de Jules César » est mentionnée au Moyen Âge dans le cartulaire de l'abbaye Saint-Laumer de Blois en tant que Blesencis calceatus callis (chemin chaussé de Blois) et elle figure sur la carte de Cassini sous le nom de « chemin de Blois ».

## Histoire
Cette voie n'est certainement pas tracée à l'initiative de l'administration de Jules César, comme son nom peut le laisser croire. Si son utilisation antique est certaine de même que sa fréquentation à l'époque médiévale, il n'est pas impossible qu'elle soit, à l'origine et comme beaucoup d'autres, un ou plusieurs chemins gaulois dont le tracé est rectifié dans l'Antiquité. La voie de Jules César est certainement, sous l'Empire romain, un itinéraire privilégié par lequel transite l'approvisionnement de la Beauce en bois, à partir de la forêt de Marchenoir, tradition qui perdure jusqu'au XIXe siècle. Elle doit également participer à l'approvisionnement des agglomérations en grains et laines ou tissus.

## Description
Sur la totalité de son parcours reconnu, la voie reste visible dans le paysage sous forme de limites parcellaires ou communales, de chemins de terres ou de routes asphaltées. De Chartres à Dammarie, elle se confond avec la D 935 puis de Dammarie à l'approche de Nottonville avec la D 127. De Sermaise à Pontijou, c'est la D 110 puis la D 924 de Pontijou à Blois.
À Membrolles, une coupe de la voie réalisée en 1981 montre une couche de roulement faite de pierres d'environ 20  à   25 cm alignées et reposant sur de plus grosses pierres avec interposition d'une couche de nivellement ; d'autres pierres, posées sur chant sur la bordure de la voie la plus exposée à l'érosion maintiennent la couche de roulement en place. Cette configuration se retrouve d'autres secteurs. La voie de Jules César mesure à Membrolles entre 7  et   8 m de large.
Au sud du bourg de Verdes, son revêtement d'origine de cailloutis retenu sur les bords par des pierres en moyen appareil, bien que certainement réparé à plusieurs reprises, est encore apparent. La voie prend l'aspect d'une digue dont les flancs de la digue sont parementés en moyen appareil. Elle barre le cours de l'Aigre et ferme au nord, de l'Antiquité jusqu'à son assèchement en 1851, le lac du Dunois d'une superficie d'environ 20 ha.

La voie de Jules César.
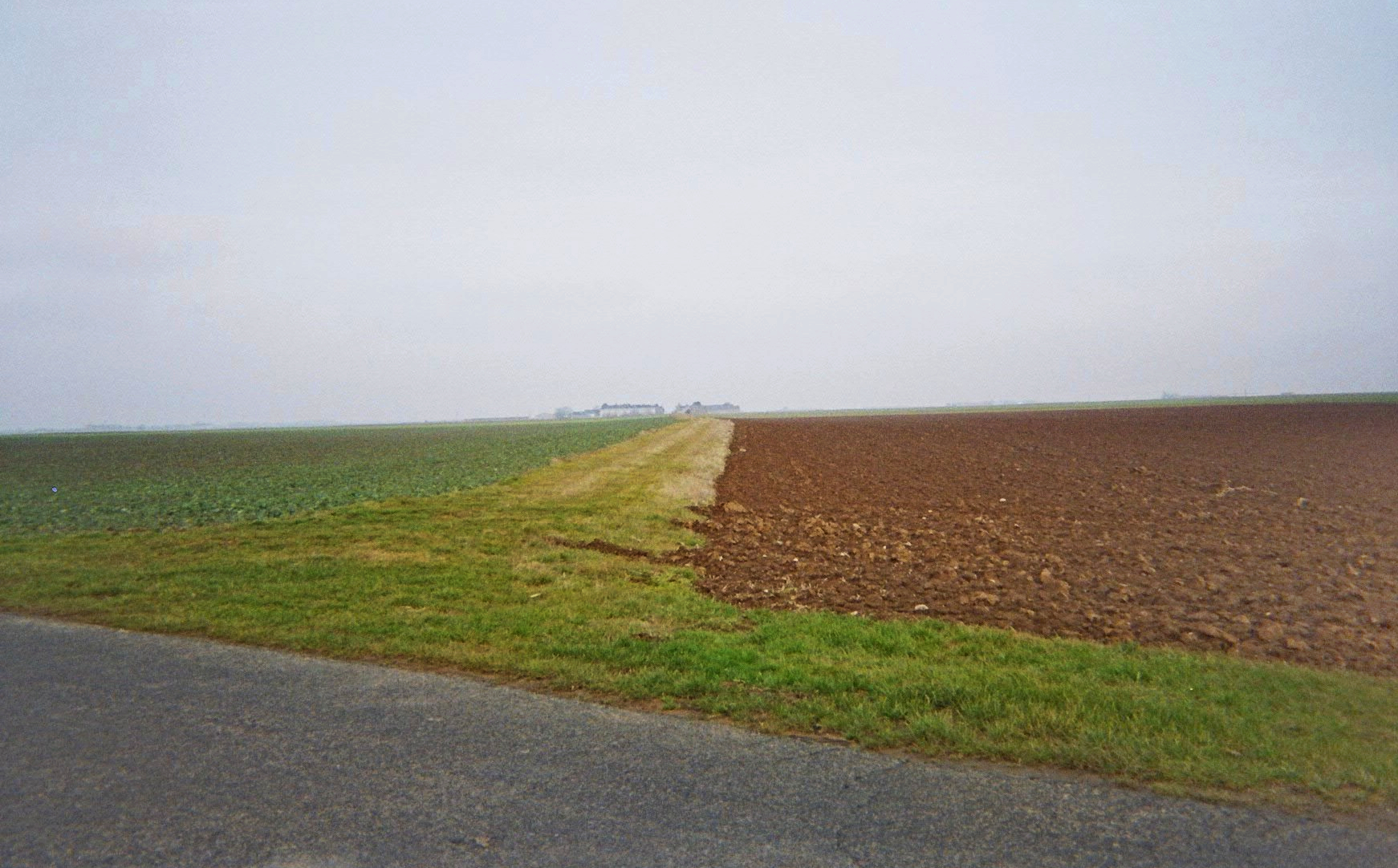
Villampuy.
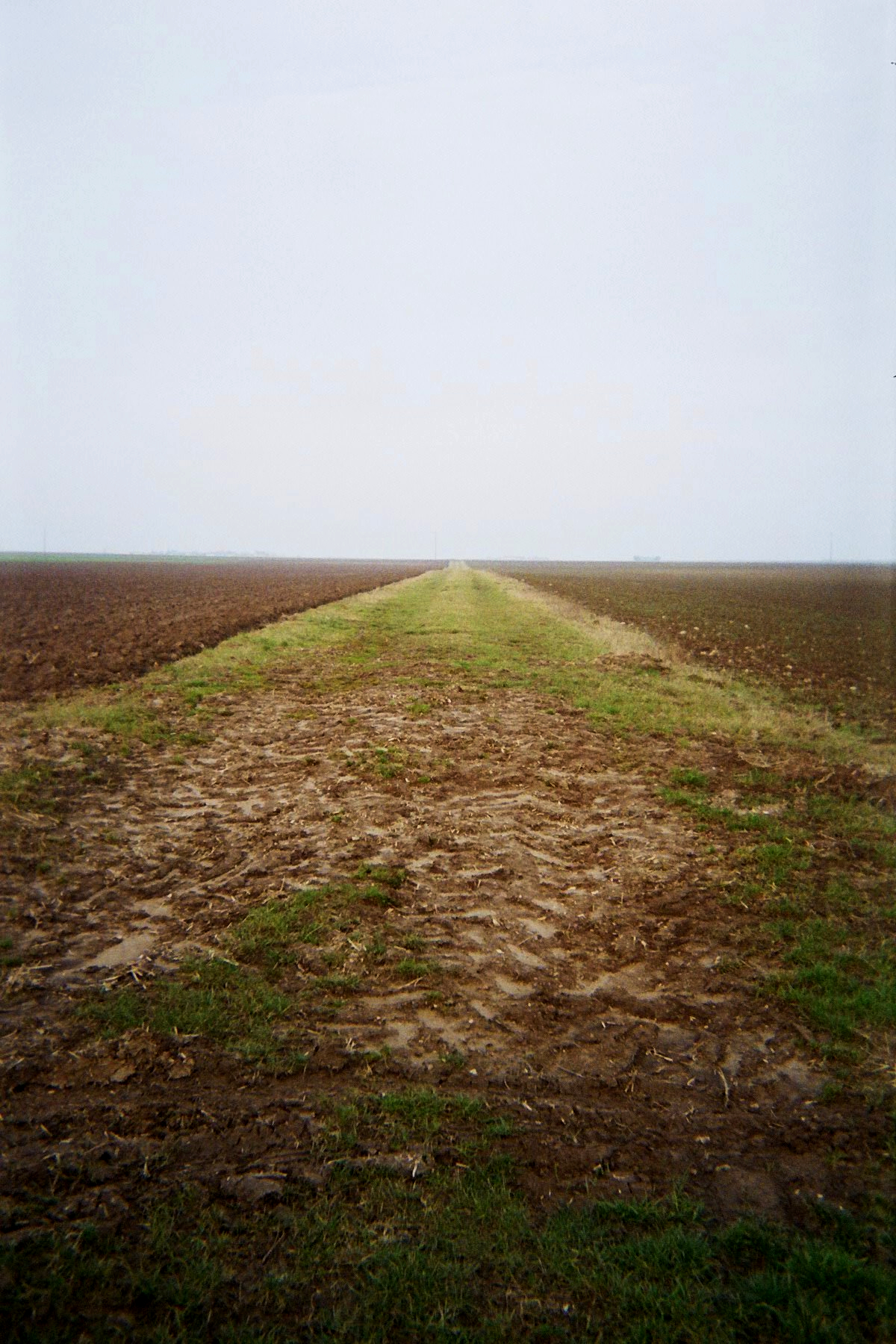
Saint-Cloud-en-Dunois.
Membrolles (coupe).
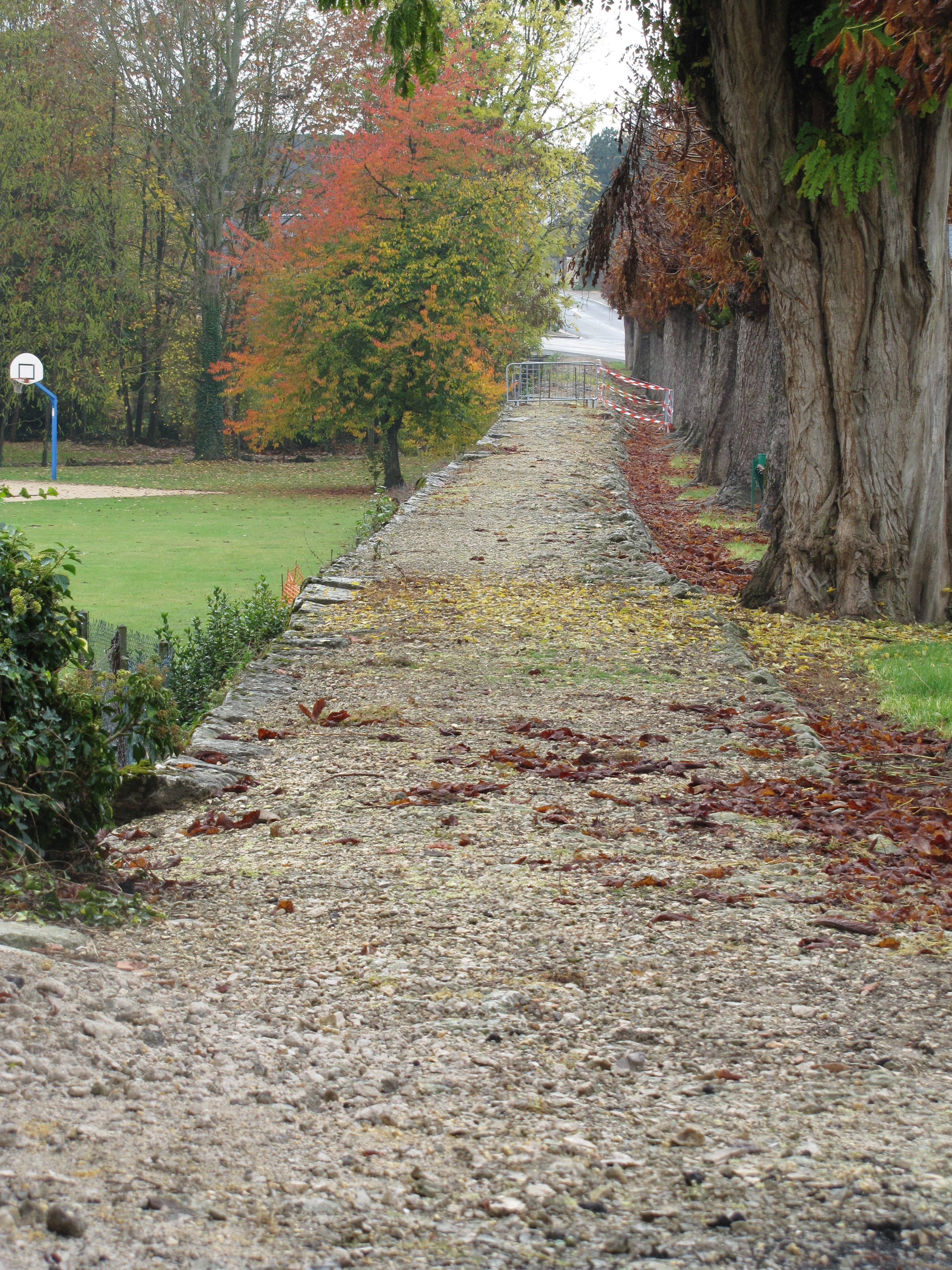
Verdes.

## Pour en savoir plus